# Олька
Олька (словац. Oľka) — село в Словаччині, Меджилабірському окрузі Пряшівського краю. Розташоване в північно-східній частині Словаччини, у Низьких Бескидах в долині ріки Олька. Офіційно виникло аж у 1944 році об'єднанням Нижньої Ольки та Вишньої Ольки, у 1965 році до села приєднане поселення Крива Олька.

## Історія
Давнє лемківське село. Вперше згадується у 1408 році. 
У селі через не завжди вдалу еміграцію а також через поширене пияцтво населення дуже бідувало. Одна із записаних народних пісень: 
- Тече вода, гучить,
- У ольчанськім гаю:
- Піду затоплюся,
- Бо долі (землі) не маю...

## Пам'ятки
У частині села Нижня Олька є греко-католицька церква Різдва Пресвятої Богородиці з 1720 року в стилі бароко, з 1963 року національна культурна пам'ятка. У селі є ще інша греко-католицька церква Покрови Пресвятої Богородиці з 1831 року.

## Населення
| Рік:            | 1994. | 2004.    | 2014.    | 2024.    |
| --------------- | ----- | -------- | -------- | -------- |
| Кількість осіб: | 426   | 350      | 295      | 251      |
| Різниця:        |       | -17,84 % | -15,71 % | -14,91 % |

| Рік:            | 2023. | 2024.   |
| --------------- | ----- | ------- |
| Кількість осіб: | 251   | 251     |
| Різниця:        |       | +1,42 % |

В селі проживає 348 осіб.
Національний склад населення (за даними останнього перепису населення — 2001 року):
- русини — 57,55 %
- словаки — 40,17 %
- українці — 1,71 %
- чехи — 0,57 %

Склад населення за приналежністю до релігії станом на 2001 рік:
- греко-католики — 89,74 %,
- римо-католики — 5,13 %,
- православні — 4,84 %,
- не вважають себе віруючими або не належать до жодної вищезгаданої церкви — 0,28 %.